# Lũ lụt Jakarta 2020
Lũ lụt đã càn quét trên khắp Jakarta, Bogor, Tangerang, và Bekasi vào những giờ đầu của ngày 1 tháng 1 năm 2020, do mưa lớn suốt đêm với mức đo được 15 inch nước mưa - gấp 3 lần so với mức trung bình. Cơn mưa lớn đã khiến nước tràn ngập dòng sông Ciliwung và Cisadane.

## Lịch sử
Đã từng có những trận lũ lụt lớn càn quét khu vực Jakarta trong quá khứ, trong những năm 1621, 1654, 1918, 1942, 1976, 1996, 2002 và 2007. Nguyên nhân cơ bản của lũ lụt là vì địa hình Jakarta quá thấp. Khoảng 24.000 ha (khoảng 240 km vuông) phần chính của Jakarta được ước tính là nằm dưới mực nước biển. Lũ lụt trở nên nghiêm trọng nếu mưa lớn xảy ra trùng thời điểm với thủy triều cao. Khi điều này xảy ra, thủy triều cao khiến nước tràn vào các khu vực trũng thấp giống như dòng chảy từ những cơn mưa ở vùng cao như Bogor gần đó đang chảy xuống khu vực Jakarta hàng ngày.

### Địa lý
Tình hình tăng trưởng dân số không thể kiểm soát ở khu vực thành thị, việc quy hoạch sử dụng đất kém và sự thiếu hiểu biết của người dân thành phố và chính quyền về lũ lụt, làm trầm trọng thêm tác động của lũ lụt.

## Tác động
Nhiều trận lũ đã được chỉ định mức tình trạng khẩn cấp do mực nước cao sau khi trời mưa.
Từ 6 giờ tối ngày 1 tháng 1 đến 12 giờ ngày 2 tháng 1 năm 2020, chính phủ tạm thời cho di chuyển tự do mọi đường bộ ở Jakarta.
Tại nhiều nơi trong thành phố, mực nước mưa đạt 30 đến 200 cm. Tại một số nơi, chẳng hạn như Cipinang Melayu, Đông Jakarta, mực nước đạt đỉnh 4 mét. Hơn 19.000 cư dân đã được sơ tán đến các địa điểm cao hơn. Chính phủ đã chỉ định các trường học và các tòa nhà chính phủ làm nơi trú ẩn tạm thời. Ở một số khu vực, nỗ lực sơ tán rất khó khăn do nước chảy mạnh và mất điện.
Theo cơ quan dự báo thời tiết của Indonesia, mưa nhiều hơn cùng với giông bão và gió lớn dự kiến trong ba đến bảy ngày tới, có khả năng làm trầm trọng thêm tình hình lũ lụt hiện tại.

### Tác động hệ thống giao thông
Nhiều mạng lưới giao thông đã bị gián đoạn bao gồm vận chuyển đường sắt nhẹ, taxi, xe lửa, đường thu phí, và một sân bay. Sân bay Sukarno-Hatta và các tuyến vận chuyển hàng loạt nhanh chóng hoạt động như bình thường.
Sân bay Halim Perdanakusuma đã bị đóng cửa vào sáng sớm do đường băng sân bay bị ngập nước. Giao thông hàng không tạm thời được chuyển hướng đến sân bay Sukarno-Hatta. Halim Perdanakusuma được mở lại vài giờ sau đó.

## Thiệt mạng
Ít nhất 21 trường hợp tử vong đã được báo cáo, do các nguyên nhân lở đất, hạ thân nhiệt và điện giật. Nhiều khu vực của thành phố đã bị mất điện, nguồn điện bị tắt vì lý do an toàn.